# (26387) 1999 TG2
1999 تي جي 2 (ويعرف أيضًا باسم (26387) 1999 تي جي 2 وفق تسمية الكوكب الصغير) (بالإنجليزية: 1999 TG2)‏ هو كويكب ضمن حزام الكويكبات؛ وترتيبه 26387 من حيث الاكتشاف.
اكتُشف هذا الجُرم الفلكي بواسطة Charles W. Juels ‏ في 2 أكتوبر 1999.

## وصلات خارجية
- (26387) 1999 TG2 في قاعدة بيانات مختبر الدفع النفاث لأجرام النظام الشمسي الصغيرة

- الاكتشاف · مخطط المدار ·  العناصر المدارية · المعلمات المادية

- (26387) 1999 TG2 على موقع ويكي سكاي: DSS2, SDSS, GALEX, IRAS, Hydrogen α, X-Ray, Astrophoto, Sky Map, Articles and images